# Губно-губной аппроксимант
Губно-губной аппроксимант — согласный звук, встречающийся в некоторых языках мира. В МФА обозначается греческой буквой бета с подстрочной диакритикой — β̞.

## Распространённость
| Язык       | Слово | МФА     | Значение | Примечания                                             |
| ---------- | ----- | ------- | -------- | ------------------------------------------------------ |
| Испанский  | lava  | [ˈlaβ̞a] | 'лава'   |                                                        |
| Киргизский | ооба  | [оːˈβ̞a] | 'да'     | Данный звук образуется, если «б» стоит между гласными. |